# Zelfkennis
Zelfkennis is het vermogen om de eigen denkwijze, de mogelijkheden en de onmogelijkheden van de eigen geest en van het eigen lichaam te kunnen inschatten en daar rationele conclusies uit te trekken. Het wordt ook wel 'intra-persoonlijke intelligentie' genoemd (zie Howard Gardner). Anderzijds is het een feit dat volledige en betrouwbare zelfkennis slechts dankzij de omgang met anderen verkregen kan worden. Ieder persoon heeft in zijn persoonlijkheid facetten die hij alleen in contact met anderen - dus in sociale situaties - kan leren kennen.
Zelfkennis heeft ook raakvlakken met het autobiografisch geheugen; het geheugen voor feiten en gebeurtenissen uit de eigen levensgeschiedenis.
In het algemeen wordt aan zelfkennis maatschappelijk betekenis gehecht doordat het interactie met medemensen soepeler maakt. Iemand met weinig zelfkennis maakt volgens psychologische inzichten vaak gebruik van projectie om eigenschappen, met name gebreken, bij anderen aan de kaak te stellen die hij zelf heeft zonder dat hij zich daar bewust van is. Ook wordt verondersteld dat iemand die zichzelf beter kent minder onderhevig is aan een kwetsbaar ego. 
Zelfkennis is onder meer belangrijk bij strategisch denken: onderhandelingen, bij vecht- en denksporten en voor mensen in een beroep waarin een tegenstander moet worden overtroefd, bijvoorbeeld bij politie en in het leger. Sunzi schreef het volgende over zelfkennis in zijn boek De kunst van het oorlogvoeren: "De generaal die zichzelf en zijn tegenstander kent, zal honderd veldslagen winnen. Wie wel zichzelf kent, maar niet de vijand, zal naast elke overwinning een nederlaag lijden. Wie noch zichzelf, noch de vijand kent, zal zeker verliezen".
Op het Orakel van Delphi stond de spreuk: Gnothi seauton, wat betekent: Ken uzelf. Het is nog steeds een van de bekendste filosofische aforismen en houdt in dat voor het verwerven van ware kennis eerst zelfkennis dient verworven te worden.